# Histoire d'un fait divers
Histoire d'un fait divers est un roman de Jean-Jacques Gautier publié en 1946 par les éditions Julliard. Il a obtenu le prix Goncourt la même année.

## Historique
Le roman reçoit le prix Goncourt, le premier pour la maison d'édition Julliard.

## Résumé
Il s'agit d'un roman naturaliste et réaliste pour son auteur, dédicacé à Jacques Isorni qui lui souffla l'idée, basée sur des faits existants. L'ouvrage raconte la vie de Lucien Cappel, un ouvrier sans histoires mais avec une vie sentimentale agitée, qui le pousse à bout jusqu'à commettre un meurtre,.

## Éditions
- Histoire d'un fait divers, éditions Julliard, 1946.